# زیردریایی یو-۲۸۴
زیردریایی یو-۲۸۴ (به انگلیسی: German submarine U-284) یک زیردریایی بود که طول آن ۶۷٫۱ متر (۲۲۰ فوت ۲ اینچ) بود. این زیردریایی در سال ۱۹۴۳ ساخته شد.